# 수호이 Su-30MKM
수호이 Su-30MKM(NATO 보고명: Flanker-H)은 왕립 말레이시아 공군의 다목적 전투기이다. 이 전투기는 수호이 Su-30가 개발 원형이며, 수출 원형인 Su-30MK에 비해 많은 중요한 개선 사항을 포함하고 있다. Su-30MKM은 수호이 설계국에 의해 개발되었으며 인도 공군의 Su-30MKI에 기반을 두고 있다. 두 항공기 모두 공통의 기체와 추력편향 엔진, 디지털 플라이 바이 와이어 시스템을 갖추고 있지만, MKM 버전은 주로 기내 항공전자장치의 구성에서 MKI와 다르다. 1,296km의 무급유 전투 반경에 최대 8,000kg의 무기와 유상하중을 탑재할 수 있다.
2003년, 말레이시아 공군은 Su-30MKM을 선택했다. 2003년 8월 블라디미르 푸틴 대통령이 말레이시아를 공식 방문하는 동안 Su-30MKM 계약이 체결되었다. 러시아 미코얀 MiG-29를 제외하고, RMAF는 이전에 서방 기종의 항공기를 운용했다.

## 개발

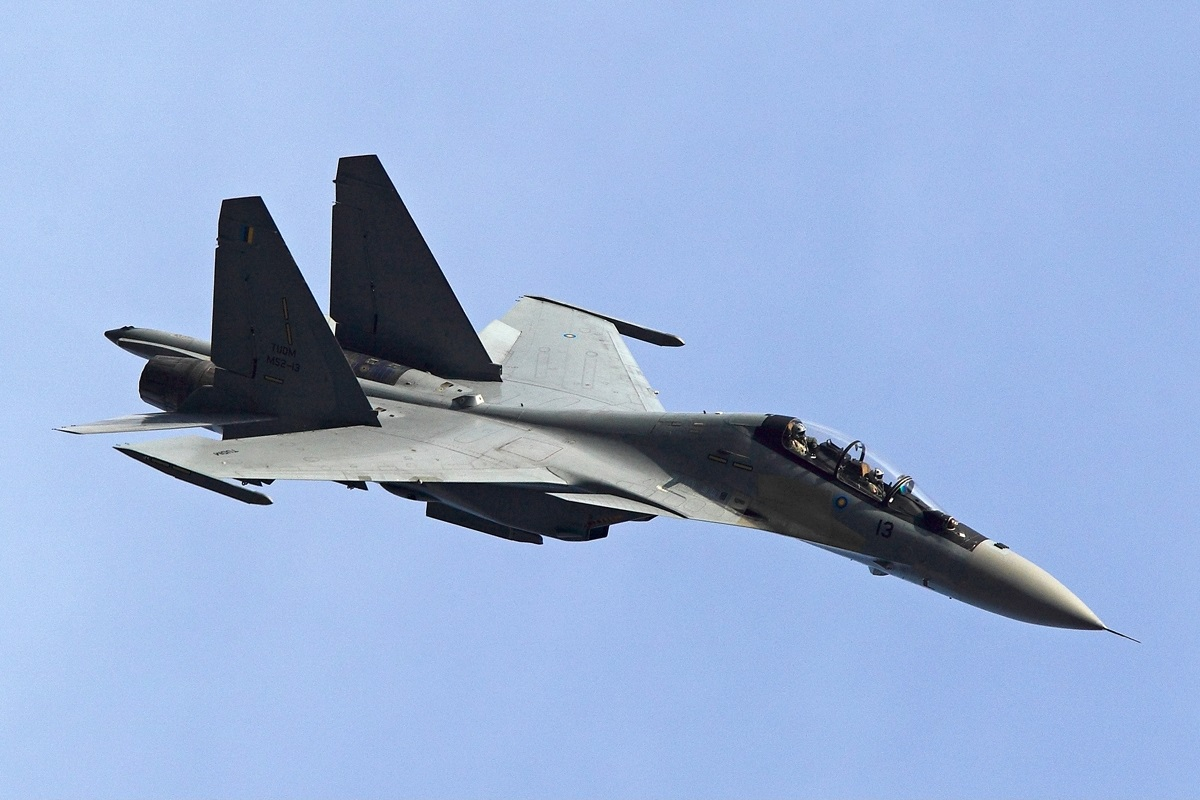
LIMA에서 날고 있는 Su-30MKM

2003년 8월, 말레이시아는 이르쿠트와 수호이 Su-30MKM 18대에 대한 9억 달러의 계약을 맺었다. 말레이시아는 8대의 F/A-18D 호넷을 운용하고 있으며, 보잉의 F/A-18E/F 슈퍼 호넷을 제공받기로 했지만, 말레이시아 왕립 공군은 Su-30MKM을 대신 선택했다. Su-30MKM은 Su-30MK/MKK에 비해 성능이 크게 향상된 최신형 전투기이다. 이르쿠트는 카나드, 안정 장치, 수직안정판을 제조하는 일을 힌두스탄 항공 유한회사에 하청했다. 계약 협정의 일환으로, 러시아는 최초의 말레이시아 우주 비행사를 국제우주정거장에 보냈다. 이것은 말레이시아 왕립 공군의 Su-30MKM 전투기 구매를 통한 정부간 상쇄 협정에 따라 시작된 프로젝트였다. 이 협정에 따라 러시아 연방은 2007년 10월 앙카사완 계획에 따라 두 명의 말레이시아인을 우주 여행을 위해 훈련시키고 한 명을 국제 우주 정거장에 보내는 비용을 부담했다.
첫 두 대의 항공기는 2007년 5월 러시아 이르쿠츠크에 있는 이르쿠트의 항공기 제조 시설에서 말레이시아 공군에 인도되었다. 두 대의 항공기가 추가로 2007년 6월 An-124-100 수송기를 통해 말레이시아 RMAF 공케다크로 인도되었다. 2007년 12월, 처음 두 대의 항공기가 인도된 지 7개월 후, 말레이시아 공군은 6대의 Su-30MKM을 인도받았다. 18번째이자 마지막 항공기는 2009년 8월 RMAF 공케다크에 도착했다.
2016년, Su-30MKM은 GBU-12 페이브웨이 레이저 유도탄을 사격 훈련에서 성공적으로 투하했다. M52-08 항공기는 2016년 11월 27일 사바의 코타 벨루드 사격장에 성공적으로 폭탄을 투하했다.
모하메드 사부 말레이시아 국방장관에 따르면 말레이시아는 2018년 엔진 이상과 예비 부품 미사용으로 Su-30MKM 18대 중 14대를 지상 정지시켰다. 이 문제를 극복하고 Su-30MKM 편대의 준비 상태를 높이기 위해 말레이시아는 항공우주기술공사가 현지에서 업그레이드할 Su-30MKM에 대한 22억 RM의 예산을 승인했다. 업그레이드된 첫 항공기는 2019년 LIMA 2019 전시회에서 제공되었다.

## 디자인

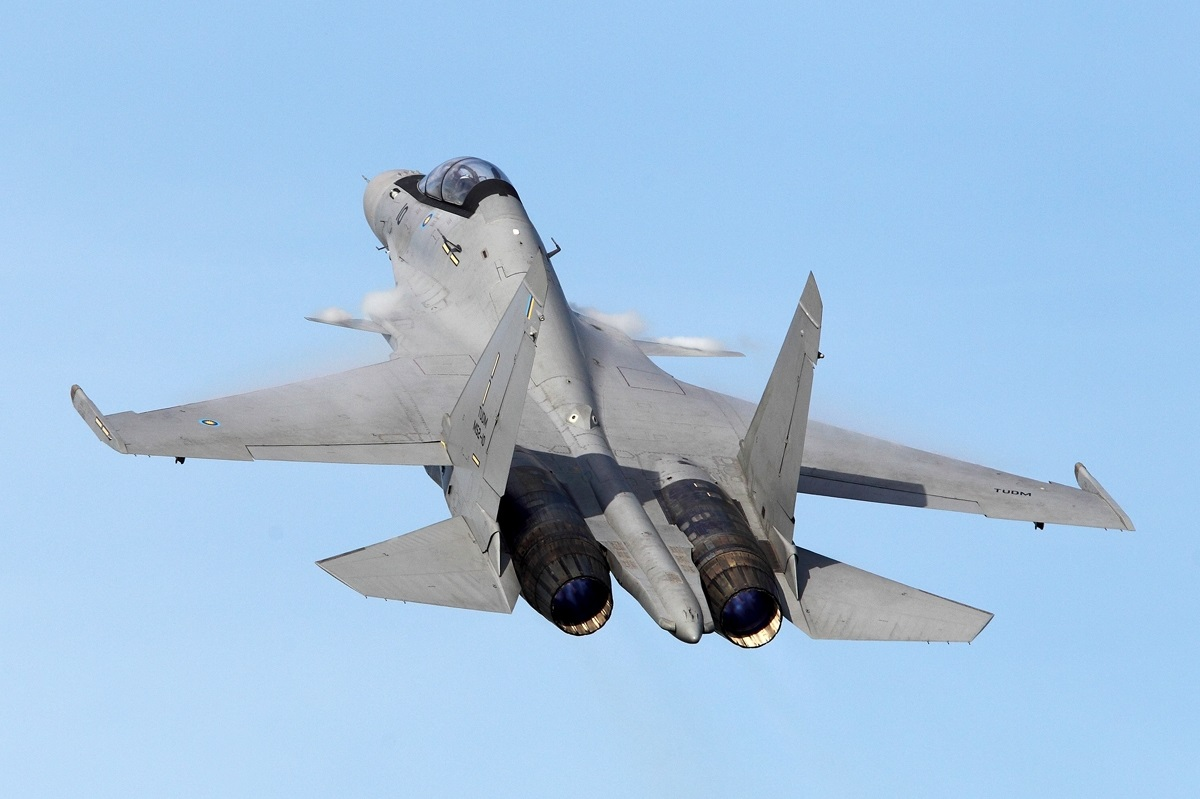
후방에서 본 Su-30MKM

Su-30MKM은 수호이 설계국에 의해 개발되었으며 인도 공군의 Su-30MKI에 기반을 두고 있다. MKM 버전은 주로 기내 항공전자장치의 구성에서 MKI와 다르다. 탈레스 그룹은 전방 시현기 (HUD), 내비게이션 전방 IR 시스템(NAVFLIR) 및 다모클레스 타겟팅 포드를 제공한다. 항공기에는 아비트로닉스(남아공)가 제작한 미사일 접근 경고 센서(MAWS)와 레이저 경고 센서(LWS)가 탑재되어 있다. 연료가 공급되지 않은채 전투 반경 700 nm 이상으로 최대 8,000kg의 무기와 유상하중을 탑재할 수 있다.
전자전(EW) 시스템, 위상배열 레이더, 레이저 거리측정기가 장착된 광학 위치 시스템은 모두 러시아의 주요 제조업체들이 생산했다. 당시 말레이시아 공군 소속 장교들은 모스크바에 본부를 둔 Su-30MKM 프로젝트팀을 구성했다 .그 팀은 모든 전자항공 시스템의 통합에 적극적으로 참여했었다. 이 항공기는 KNIRTI SAP-518 교란포드와 Kh-31P 대방사능 미사일을 장착하면 SEAD 임무를 수행할 수 있다. KNIRTI SAP-518은 G-J 대역의 NATO 지대공 및 공대공 위협을 다룬다. NIIP N011M 페이즈드 어레이 레이더를 탑재해 최대 15개의 표적을 추적하고 4개의 표적을 동시에 교전할 수 있다. 정밀 지상 공격을 위한 탈레스 다모클레스 레이저 지정 포드 감시 및 표적 포드를 장착할 수도 있다. 후향 레이더인 HUD(탈레스), NAVFLIR(프랑스)를 탑재하고 있다. 남아프리카 공화국의 사브가 미사일 접근 경고 시스템(MAWS) 및 레이저 경고 센서(LWS)를 제공한다.

## 운용국
말레이시아
- 왕립 말레이시아 공군이 18대의 Su-30MKM를 보유하고 있다.[13] 모든 항공기는 RMAF 공케다크에 있는 제12비행대에 배속되어 있다.[14]

## 같이 보기
- 수호이 Su-30
- 수호이 Su-30MKA
- 수호이 Su-30MKI
- 수호이 Su-30MKK